# Samsung Galaxy J5 (2016)
Das Samsung Galaxy J5 (2016) ist ein Android-Smartphone des Herstellers Samsung. Es wurde im April 2016 vorgestellt.

## Spezifikationen

### Hardware
Das Telefon wird von Qualcomms Snapdragon-410-Prozessor angetrieben, der mit 1,2 GHz getaktet ist. Die Grafikeinheit ist eine Adreno-306-GPU. Dem Prozessor stehen 2 GB LPDDR3-RAM zur Verfügung, und der Flashspeicher ist 16 GB groß. Der verbaute Akku hat eine Kapazität von 3100 mAh und ist austauschbar. Das Samsung Galaxy J5 (2016) besitzt ein 5,2 Zoll großes Super-AMOLED-Display, was auf eine Auflösung von 1280 × 728 Pixel kommt.
Das Galaxy J5 hat eine 13-Megapixel-Kamera auf der Rückseite und verfügt über eine f/1.9-Blende mit Autofokus und einem LED-Blitz. An der Front ist eine 5,2-Megapixel-Kamera zu finden, ebenfalls mit f/1.9-Blende und LED-Blitz.

### Software
Das Telefon wird mit dem Betriebssystem Android 6.0.1 ausgeliefert. Ein Update auf Android 7.1.1 ist verfügbar. Ein Update auf ein neueres Betriebssystem wird es nicht mehr geben. Es unterstützt 4G LTE mit Dual-SIM-fähigem 4G. Außerdem ist Unterstützung für Samsung Knox gegeben.